# Röthaer SV
Der Röthaer Sportverein e. V. ist ein deutscher Sportverein mit Sitz in der sächsischen Kleinstadt Rötha im Landkreis Leipzig.

## Vorgängervereine

### Gründungsjahre
Mit dem Sportverein „Rötha 1848“ erfährt der erste Verein im Jahr 1848 seine Gründung. Im Jahr 1863 erfolgte dann noch die Gründung des Turnverein Rötha sowie im Jahr 1898 die des Allgemeinen Turnverein. Das Jahr 1910 wiederum sieht die Gründung von mehreren weiteren Vereinen, darunter auch die Fußballvereine Saxonia 1910 und Britannia 1910. Ab dem Jahr 1919 formierten sich die Fußballer dann als FC Spielverein Rötha, um an offiziellen Meisterschaften teilzunehmen. Den ersten Zusammenschluss zweier Vorgängervereine, bildet dann schließlich im Jahr 1920 die Fusion des ATV und des TV, welchen in den neuen Turnverein „Vater Jahn“ aufgehen. Dieser besteht dann auch noch während der Zeit des Zweiten Weltkriegs.

### Nachkriegszeit
Nach dem Ende des Krieges gab es erst eine Neugründung unter dem Namen „Nie wieder Krieg“, daraus entstand kurzzeitig die SG Rötha, welche so in der Saison 1948/49 an der einmalig erstklassig ausgetragenen Landesmeisterschaft Sachsen teilnahm, hier platzierte sich die Mannschaft im Bezirk Leipzig am Ende der Spielzeit mit 28:22 Punkten auf dem neunten Platz. Danach wechselte die Fußball-Abteilung des Vereins zur BSG Espenhain. Ein Jahr später formierte sich die Abteilung neu, der Verein wurde 1952 als SG Empor Rötha neu gegründet. In der Saison 1957/58 spielte die SG schließlich in der Kreisklasse. Im Jahr 1964 schließt sich die SG dann mit den Fußballern aus Espenhain wieder zusammen und bildet zusammen die neue BSG Aktivist Espenhain-Rötha. Unter diesem Namen existiert der Verein dann noch bis zur Wende und wird schließlich zum Jahresende 1989 aufgelöst.

## Geschichte
Der heutige Verein wird am 10. Januar 1991 gegründet. Zu dieser Zeit beheimatet der Verein die Abteilungen Fußball, Radsport, Turnen, Gymnastik, Volleyball, Federball und Kegeln sowie Tischtennis. Seit 2018 nimmt der Röthaer SV mit seiner Fußballabteilung nur noch mit Jugendmannschaften am Spielbetrieb teil.